# Venetianska slovener

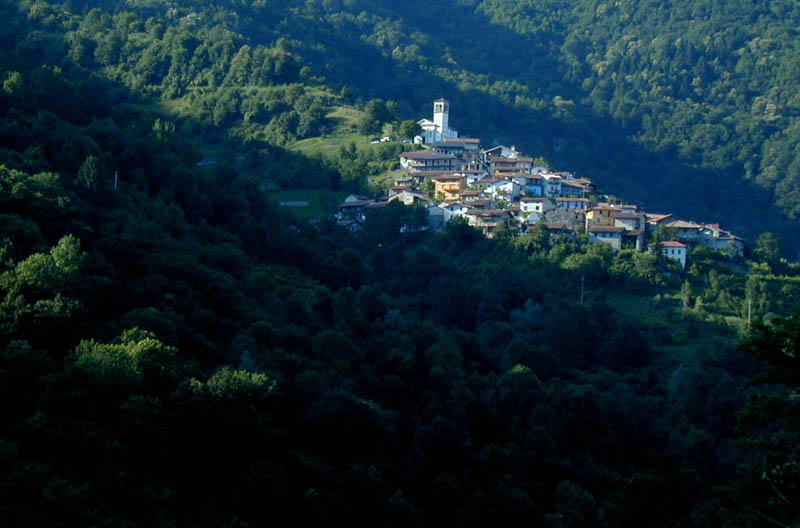
Byn Topolò (slovenska: Topolovo) i det kuperade Venetianska Slovenien.

Venetianska slovener är en slovensk minoritet i Udine-provinsen, i regionen Friuli-Venezia Giulia, i Italien. De är en historiskt och geografiskt avgränsad del av minoriteten av slovener i Italien.

## Geografiskt område
Området som bebos av de venetianska slovenerna benämns Venetianska Slovenien (slovenska: Beneška Slovenija; friuliska: Sclavanie, italienska: Slavia Veneta). Det ligger mellan Juliska föralperna i norr och Gorizia-höjderna (Goriška Brda/Collio Orientale) i söder och omfattar dalarna Valli del Natisone (slovenska: Doline Nadiže) och Vall del Torre (slovenska: Dolina Ter), samt Breginj- och Livek-områdena i Slovenien. I väster avgränsas det av staden Udine (slovenska:Videm). Andra större orter i området är Cividale del Friuli (slovenska: slovenska: Čedad) och Tarcento (slovenska: Čenta).

## Historia
Mellan åren 610 och 720 stred slovenerna och langobarderna om land i Friuli . Om detta står att läsa i Historia Langobardum av Paulus Diaconus. År 705 förlorade langobarderna områdena väster om floden Soča, inklusive Gorizia-höjderna och Venetianska Slovenien till slovenerna. Efter ett avgörande slag år 720, vid Lavariano på den friuliska slätten, slöts ett fredsavtal (”ägg-pakten”) som reglerade gränsen mellan det slovenska höglänta östra och langobardiska låglänta västra Friuli. Avtalet kom i stort att definiera den slovenskspråkiga västgränsen under de kommande 1200 åren .
Friulien erövrades av frankerna år 774  och kom därmed att ingå i det blivande Tysk-romerska riket.
Inom ramen för det Tysk-romerska riket skapades år 1077 kyrkostaten Aquileias patriarkat . Gradvis inkluderades hela Friuli i patriarkatet, därmed även Venetianska Slovenien. Patriarkatet invaderades och upplöstes år 1420 av Republiken Venedig. Under det venetianska styret hade de venetianska slovenerna full autonomi, med egen lagstiftning och rättsväsende, något som upphävdes vid den Habsburgska monarkins erövringen av Venedig år 1797, men som delvis återupprättades i ny form av Napoleon I år 1805, när området erövrades av Frankrike från Österrike . Österrike återtog området år 1816, bibehöll i stort den franska förvaltningsmodellen, men avvecklade alla kvarvarande strukturer från slovenernas tidigare autonomi.
När de venetianska slovenerna år 1866 fick möjlighet att folkomrösta om de fortsatt ville vara en del av Österrike, eller inkluderas i Kungariket Italien, röstade de för Italien, med löfte om respekt för deras språkliga och kulturella rättigheter. Löftet hölls inte. Istället blev anslutningen till Italien inledningen på en lång period av språklig och kulturell assimilering av slovenerna i det italienska samhället .